# Channammanagathihalli, Challakere
Channammanagathihalli là một làng thuộc tehsil Challakere, huyện Chitradurga, bang Karnataka, Ấn Độ.